# Andhra Pradesh
L'Andhra Pradesh (en télougou : ఆంధ్ర ప్రదేశ్, en ourdou : آندھرا پردیش) est un État de la région côtière méridionale de l'Inde. C'est le septième plus grand État du pays avec une superficie de 162 970 km2 et le dixième État le plus peuplé avec 49 577 103 habitants, la capitale de l'État étant Amaravati et la plus grande ville Visakhapatnam. Il possède le deuxième plus long littoral de l'Inde après le Gujarat, d'environ 974 km.
L'État est bordée par le Telangana au nord-ouest, le Chhattisgarh et l'Odisha au nord, Pondichéry en son centre, le Tamil Nadu au sud, le Karnāṭaka à l'ouest et le golfe du Bengale à l'est. Il fut initialement fondé pour regrouper les régions majoritairement télougophones, précurseur de l'organisation territoriale indienne en subdivisions formées sur des critères linguistiques. Bien qu'il en est aussi devenu depuis un exemple majeur des limites.

## Étymologie
Le nom d'Andhra Pradesh est la version en sanskrit de « État télougou », le pays des Andhras. La langue télougoue comporte en effet de nombreux doublons, comme celui d'origine indo-européenne (Andhra) et l'autre dravidien (Telugu) pour désigner le même concept. Pradesh est le nom hindi pour État. Ce mot s'écrit प्रदेश en devanagari (utilisé notamment pour l'hindi et le sanscrit) et ప్రదేశ్ en écriture télougoue.

## Histoire
Les peuples de la zone sont mentionnés, pour la première fois, à l'occasion du décès du roi maurya Ashoka, en 232 av. J.-C.. Cette date est considérée comme l'entrée de l'Andhra dans l'histoire. Diverses dynasties ont régné sur la région, parmi lesquelles les Andhra (ou Satavahana), les Shaka, les Ikshvaka, les Chalukya orientaux, le royaume de Vijayanâgara, les Qutb Shahi, et les nizams (ou princes) d'Hyderabad. Durant le XVIIe siècle, les Anglais achètent aux nizams tout d'abord le secteur côtier (la province de Madras), puis la région intérieure qui est maintenant l'Andhra Pradesh proprement dit.
Vers la fin du XIXe siècle et le début du XXe siècle, les Andhras étaient à l'avant-garde du nationalisme indien. Leur exigence d'un État séparé pour les utilisateurs de la langue télougou entraîne la formation de l'Andhra le 1er octobre 1953 à partir de portions du territoire des États de Madras. Le 1er novembre 1956, l'Andhra fusionne avec le Telangana, une région télougouphone de l'État de Hyderabad et prend le nom d'Andhra Pradesh. D'autres zones de parler télougou lui sont adjointes en 1960. Cette création servira de modèle en 1957 pour l'apparition d'autres États sur des bases linguistiques (States Reorganisation Act).
Le 20 février 2014, après un processus engagé depuis plus de trois ans, le parlement indien approuve la création du nouvel État de Telangana, constituant jusqu'ici la partie Nord-Ouest de l'Andhra Pradesh. La création du Télangana est officialisée le 2 juin 2014. Hyderabad, sur le territoire du Télangana et donc désormais hors du territoire de l’Andhra Pradesh, a été officiellement la capitale commune des deux États jusqu'au 2 juin 2024. Les structures gouvernementales de l'Andhra Pradesh devraient progressivement toutes prendre place dans la ville nouvelle d'Amaravati, la nouvelle capitale de l'État.

## Géographie
Il est bordé au sud par le Tamil Nadu, à l'ouest par le Karnataka, au nord-ouest et au nord par le Telangana, le Chhattisgarh et l'Odisha, et à l'est par le golfe du Bengale. L'Andhra Pradesh est également frontalier en son sein avec le Territoire de Pondichéry, dont l'exclave de Yanaon est complètement contenue entre les districts de Kakinada et de Konaseema.
L'Andhra Pradesh est divisée en trois régions traditionnelles, qui sont le Rayalaseema dans son sud-ouest, l'Andhra côtier en son centre, et l'Uttarandhra, ou Kalinga Andhra, dans son nord-est,. Chacune de ces régions présentent des caractéristiques géographiques propres.
Le Rayalaseema est la partie de l'État située sur le plateau du Deccan, essentiellement en arrière-pays. La région est dominée par un climat semi-aride chaud, le fleuve Pennar et ses affluents y sont les principaux cours d'eau. Le Rayalaseema est considéré comme une région sous ombre pluviométrique, sujette à des sécheresses fréquentes et aux irrégularités pluviométriques,. Il est limité à l'est par les Ghats orientaux, qui le sépare de son littoral propre et restreint au district de Tirupati (dont la lagune de Pulicat), ainsi que de l'Andhra côtier.
L'Andhra côtier, ou Kosta Andhra, bénéficie d'une façade maritime importante et comprend les régions deltaïques des grands fleuves Krishna et Godavari, qui sont les deux cours d'eau principaux de l'état. Le fleuve Pennar y trouve également son estuaire, dans l'extrême-sud. L'Andhra côtier est exposé à un climat tropical sec et humide, marqué par deux périodes de moussons en été (entre juin et octobre) et en hiver (entre octobre et décembre). C'est une région d'agriculture intensive.
L'Uttarandhra, ou Andhra Septentrional, sur la continuité littorale nord de l'Andhra côtier, en est cependant différencié pour des raisons historiques et géographiques. Partie de l'état frontalier avec l'Orissa, l'Uttarandhra a connu une longue influence politique et culturelle de son voisin dans son histoire, qui explique son autre nom de Kalinga Andhra, « Andhra kalingais »,. Territoire essentiellement littoral, avec un arrière-pays limité par les massifs des Ghats orientaux, l'Uttarandhra est une des régions les moins développées de l'état,,. Il est peuplé en partie par des populations autochtones (adivasis).
L'Andhra Pradesh, tout comme l'ensemble de la côte orientale de l'Inde, est un état vulnérable au risque cyclonique. Le cyclone de Coringa de 1839 à tué 300 000 personnes et détruit le port de Coringa.

## Politique

### Représentation nationale
L'Andhra Pradesh est représenté par 36 membres au Parlement national indien : dont 11 dans la Rajya Sabha (Chambre haute) et 25 dans la Lok Sabha (Chambre basse).

### Divisions administratives
L'Andhra Pradesh est découpé en trois régions, 26 districts et 671 mandals.

### Gouvernement local

#### Pouvoir exécutif
Le gouverneur, nommé par le gouvernement fédéral de l'Inde pour un mandat de cinq ans, est le chef du pouvoir exécutif. Son poste est essentiellement honorifique et il nomme le ministre en chef. Celui-ci, qui possède le véritable pouvoir exécutif, est le chef du parti ou de la coalition qui remporte la majorité des suffrages aux élections au Parlement de l'État. Le gouverneur nomme ensuite les ministres sur proposition du ministre en chef.

#### Pouvoir législatif
L'Andhra Pradesh possède un parlement bicaméral, la Législature, composé d'une chambre haute, le Conseil législatif et d'une chambre basse, l'Assemblée législative.

#### Pouvoir judiciaire
Le système judiciaire comprend la Haute Cour et un ensemble de juridictions de premier niveau.

#### Vie politique
Le ministre en chef de l’État est Y.S. Jaganmohan Reddy, du Parti du Congrès des jeunes, travailleurs et paysans (YSR Congress Party), depuis le 30 mai 2019.

## Économie
L'agriculture est la source principale de revenu pour l'économie de l'État. Deux cours d'eau importants de l'Inde, la Godavari et le Krishna traversent l'État. Le riz, le tabac, le coton, le mirchi et le sucre de canne sont les principales cultures. L'Andhra Pradesh connaît aussi un certain succès dans le domaine des technologies de l'information et des biotechnologies.

## Démographie
L'Andhra Pradesh constitue une mosaïque de peuples à la personnalité très marquée.

### Langues
La vaste majorité de la population parle le télougou, langue régionale officielle. Il existe une forte minorité ourdouphone, constituant environ 7 % de la population, composée essentiellement de la communauté des Dakhni ou Deccanis (corps majoritaire mais non exclusif parmi les musulmans de l'Andhra). Malgré la division avec la région du Telangana, où l'influence du dakhni ou hindoustani est beaucoup plus prégnante, la langue ourdoue est redevenue la seconde langue officielle de l'État d'Andhra Pradesh depuis 2022,. La communauté tamoulophone, seconde minorité linguistique en nombre, constitue plus de 1% de la population de l'État. Celle-ci est en partie issue de plusieurs populations installées dans l'Andhra à diverses périodes historiques, telles que les Pattapu, des pêcheurs Pattanavars, et les Iyengar, des brahmanes tamouls vishnouïtes, ou bien indigènes au sud de l'État (surtout dans les régions de Chittoor et de Tirupati).
15 % des 15-35 ans parlent le hindi, appris dans les collèges et lycées, mais aussi à l'université. Le hindi est certainement compris et parlé par 15 à 20 % de la population de l'État. Toutefois, l'anglais et le hindi sont deux langues peu parlées par les plus de 50 ans.
L'anglais est le plus souvent une langue peu parlée, maîtrisée par les membres de l'élite et de la classe moyenne haute, soit le plus souvent les personnes riches et éduquées, ou qui travaillent à l'international, notamment dans le domaine de l'informatique.
D'autres communautés de langues dravidiennes vivent en Andhra Pradesh. Il existe de petits groupes très minoritaires qui parle le Bengali, mais lors de certaines saisons, de nombreux travailleurs Bengalis originaires du Bengale Occidental viennent travailler en Andhra-Pradesh. Des groupes linguistiques plus restreints tels que les marathophones, les oriyaphones, les kannadophones, ainsi que les lambadas (locuteurs du lambadi, une langue rajasthanie), entre-autres, peuvent être mentionnés.

## Culture

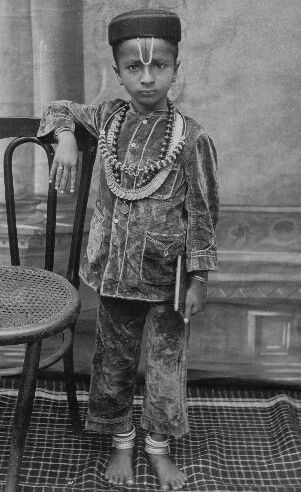
Jeune enfant posant pour son 1er jour de classe, à Chitoor vers 1916.

L'État jouit d'un riche patrimoine culturel. De grands compositeurs de musique carnatique comme Annamacharya, Tyagaraja et beaucoup d'autres, ont choisi le télougou comme la langue chantée sur leur musique, participant de ce fait à son enrichissement.
Nannayya, Tikkana, et Yerrapragada forment le trio qui a traduit la grande épopée du Mahabharata en télougou. Parmi les auteurs modernes, on remarque, Sri Viswanatha Satyanarayana et C. Narayana Reddy, lauréats du prix Jnanpeeth.
Le kuchipudi est la forme classique de danse de l'État.
Le Tholu Bommalata est un théâtre d'ombres propre à l'Andhra Pradesh.
Depuis ces 40 dernières années, les Andhras sont des fous de cinéma. L'État produit environ 200 films par an. Ainsi l'industrie du film en télougou génère de la richesse, mais elle est quasiment inconnue dans le reste de l'Inde. Cependant, l'État a vu apparaître quelques artistes importants comme N. T. Rama Rao (ancien ministre en chef), Akkineni Nageswara Rao (abrégé souvent en « ANR », lauréat du prix Dadasaheb Phalke), Ghantasala, Dr K. Viswanath, et S. P. Balasubramanyam.
L'Andhra Pradesh comporte plusieurs musées, parmi lesquels le Musée de Salar Jung, qui présente une riche collection de sculptures, peintures et d'objets religieux, et le Musée Archéologique où l'on trouve des sculptures bouddhistes et hindoues ainsi que d'autres antiquités ; ces deux musées sont situés à Hyderabad. L'Andhra Pradesh compte de nombreux établissements d'enseignement supérieur, parmi lesquels l'université d'Andhra à Waltair (Visakhapatnam), l'université agricole d'Andhra Pradesh à Hyderabad, ou celle d'Osmania, également à Hyderabad.

## Tourisme
On trouve aussi en Andhra Pradesh, comme dans le reste de l'Inde, de nombreux endroits sacrés, comme Tirupati, Srisailam, Mantralayam ou Puttaparthi. Le temple le plus riche au monde, Tirumala Tirupati Devasthanam, visité par des centaines de milliers de pèlerins, chaque année, se trouve à Tirupati.

## Galerie

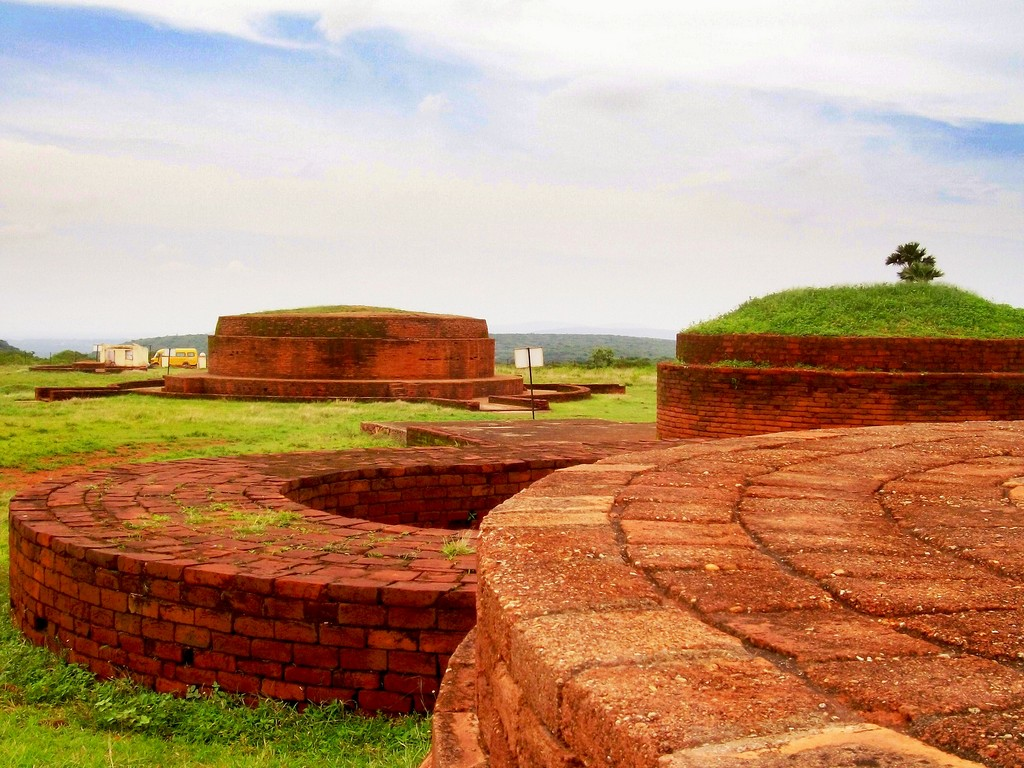
Stupas de Bavikonda. L'Andhra Pradesh aura été dans son passé un des berceau du Bouddhisme, un centre monastique et intellectuel majeur.
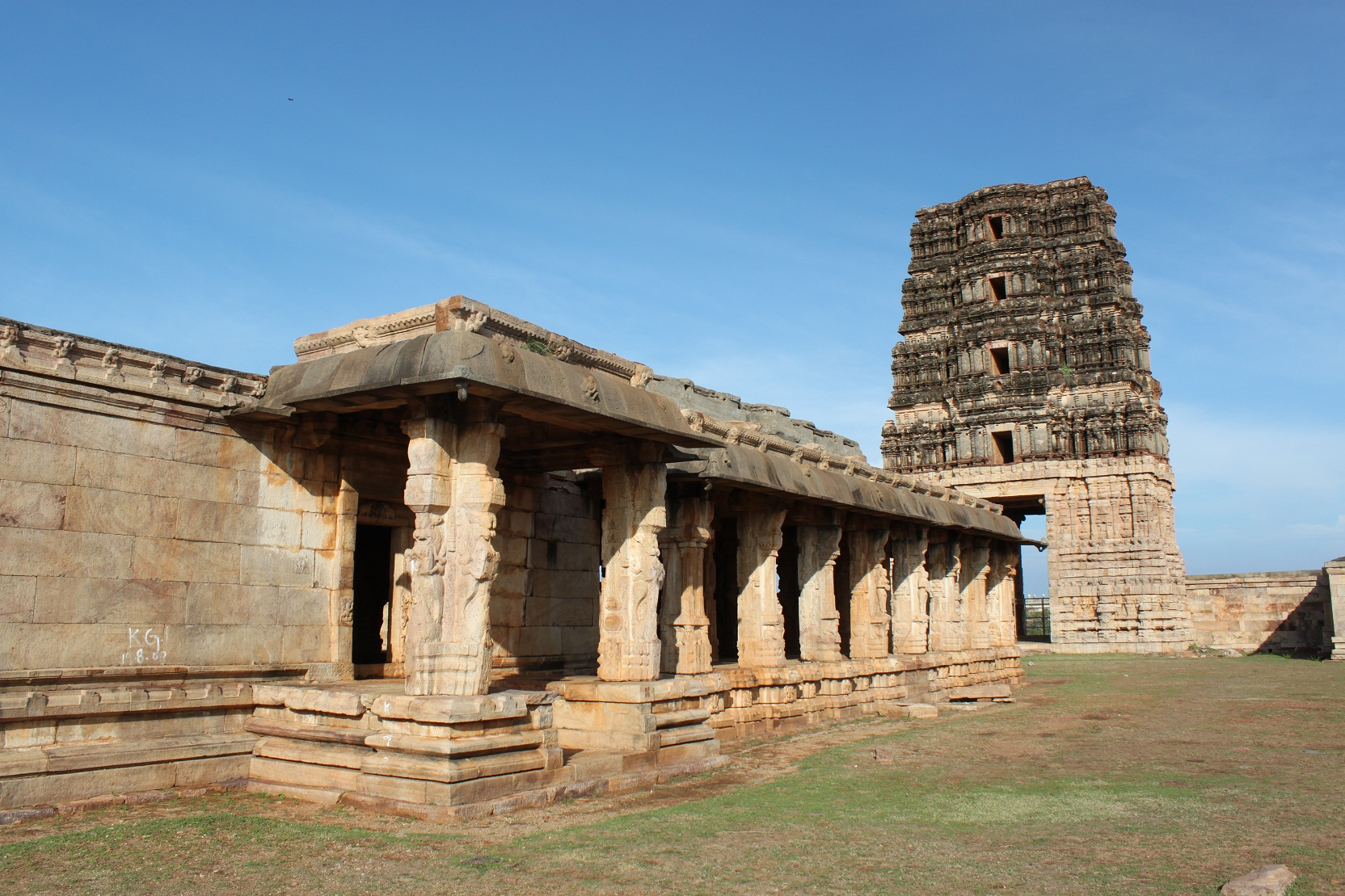
Temple de Madhavaraya Swamy, à l'intérieur de la forteresse de Gandikota. L'hindouisme est une religion pratiquée par l'extrême majorité des habitants.
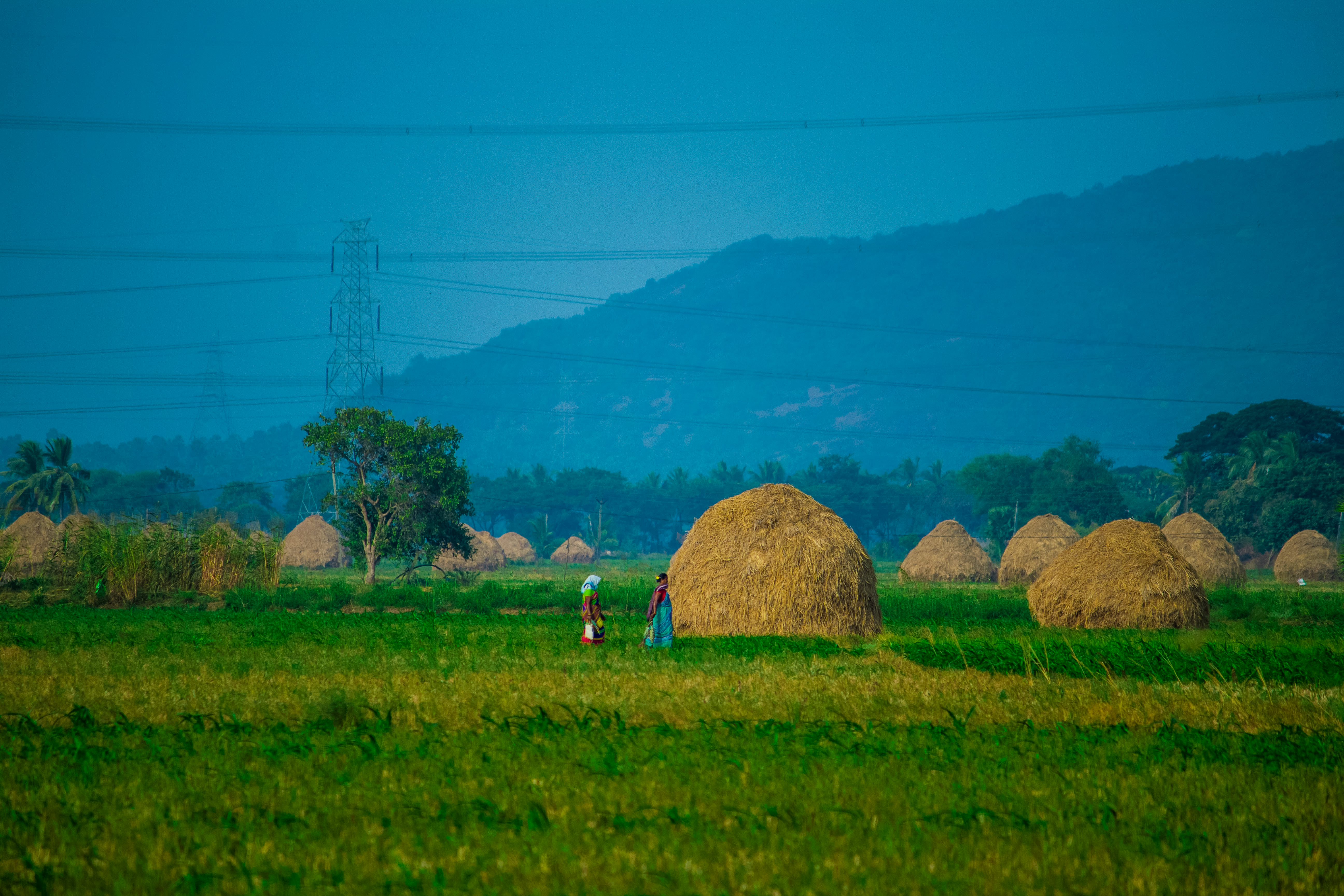
Rizières près de Kunavaram, sur les rives de la Godavéry et de la Saberi. Cette céréale est le principal produit agricole de cet état surnommé le grenier à riz de l'Inde.
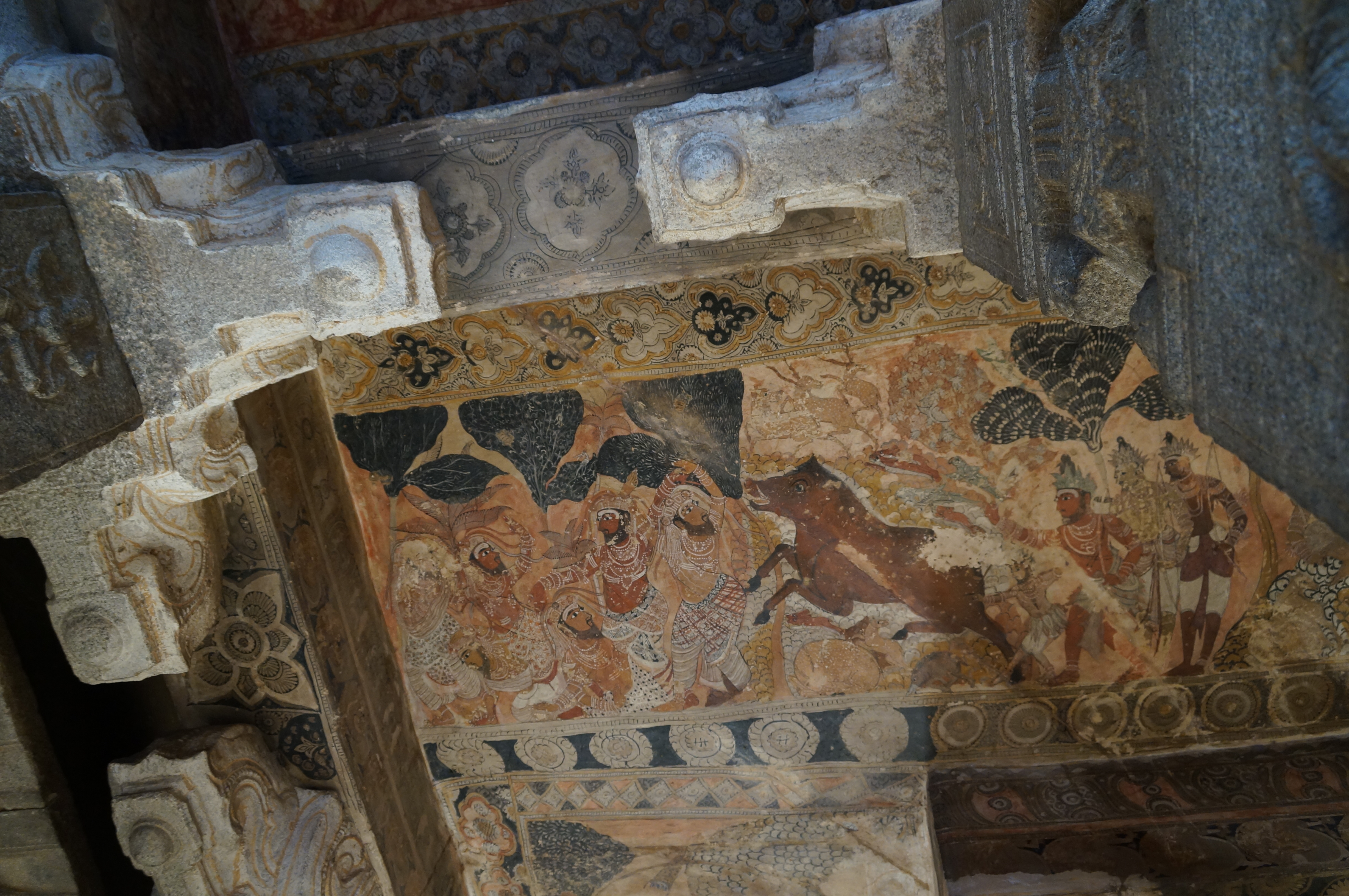
Fresques au plafond (Peinture murale) du Temple de Veerabhadra à Lepakshi. Un répertoire majeur de l'art pictural médiéval de la période Vijayanagara.
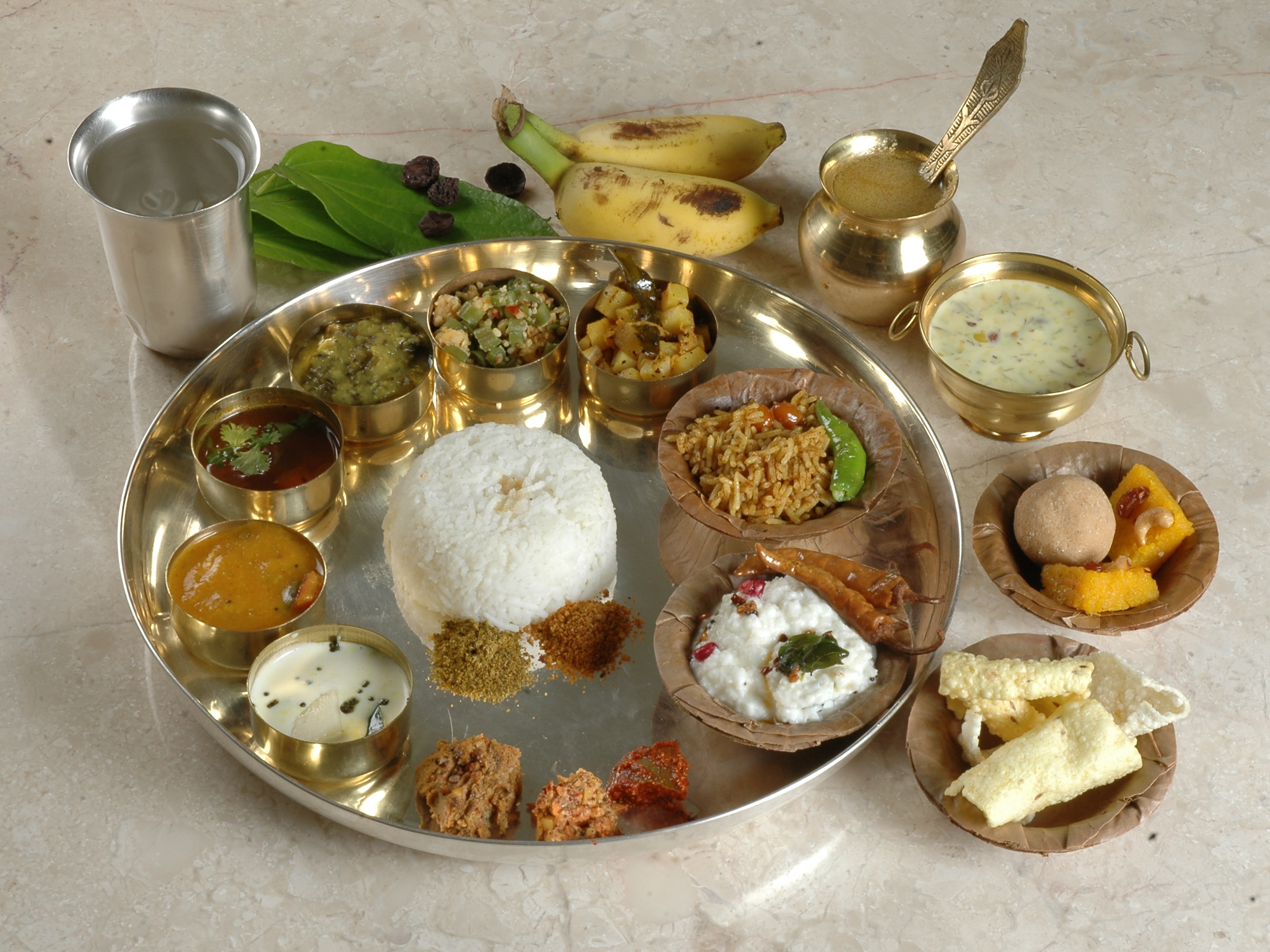
Un Thali végétarien, ou Bhojanam. L'Andhra Pradesh est réputé pour sa gastronomie épicée. Le piment Guntur Sannam est originaire de la région.
Fermier et ses bœufs labourant les champs. L'Agriculture est de loin la principale source d'activité pour les habitants.
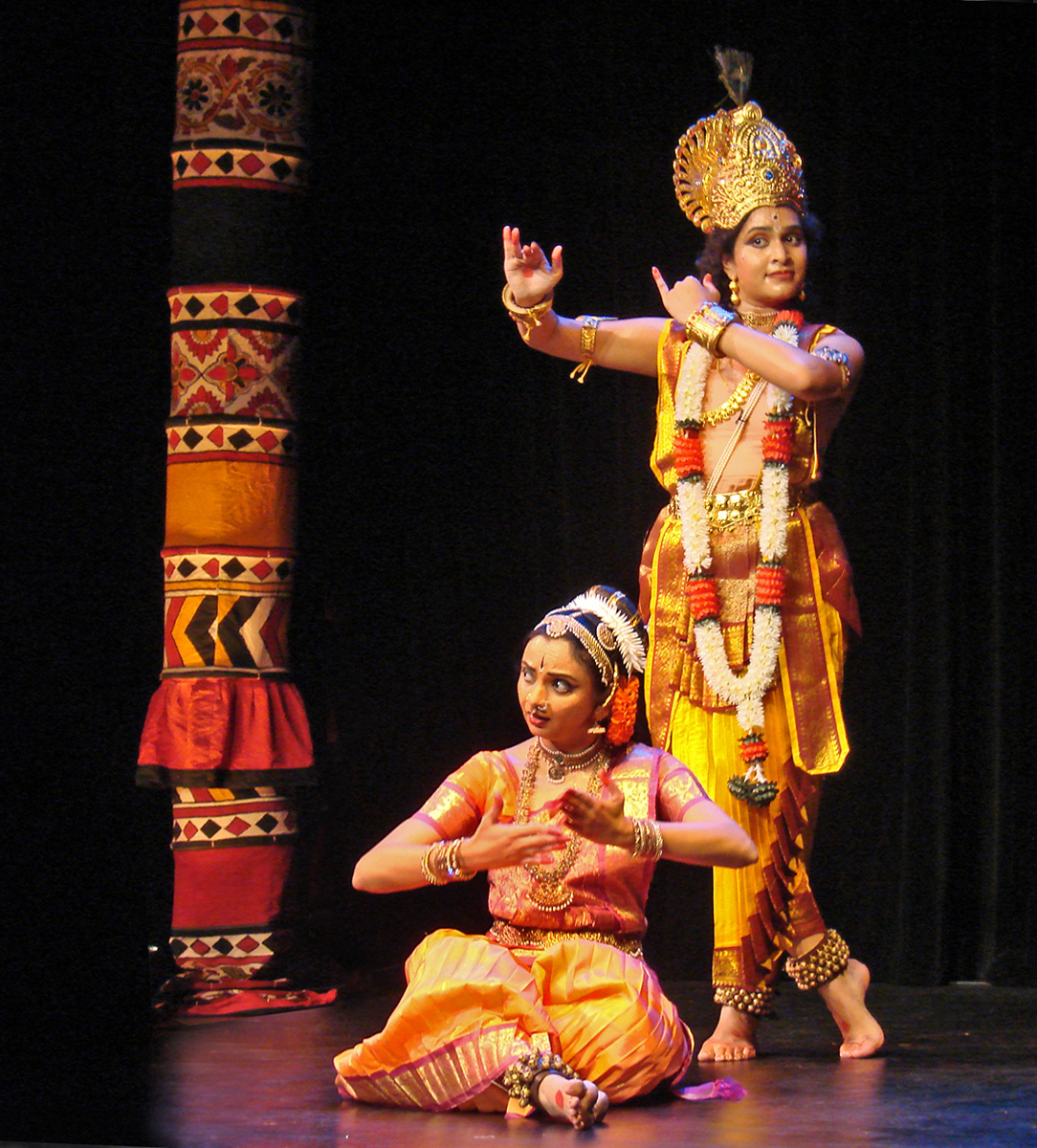
Le kuchipudi est une danse classique originaire du centre de l'Andhra, d'un village éponyme.
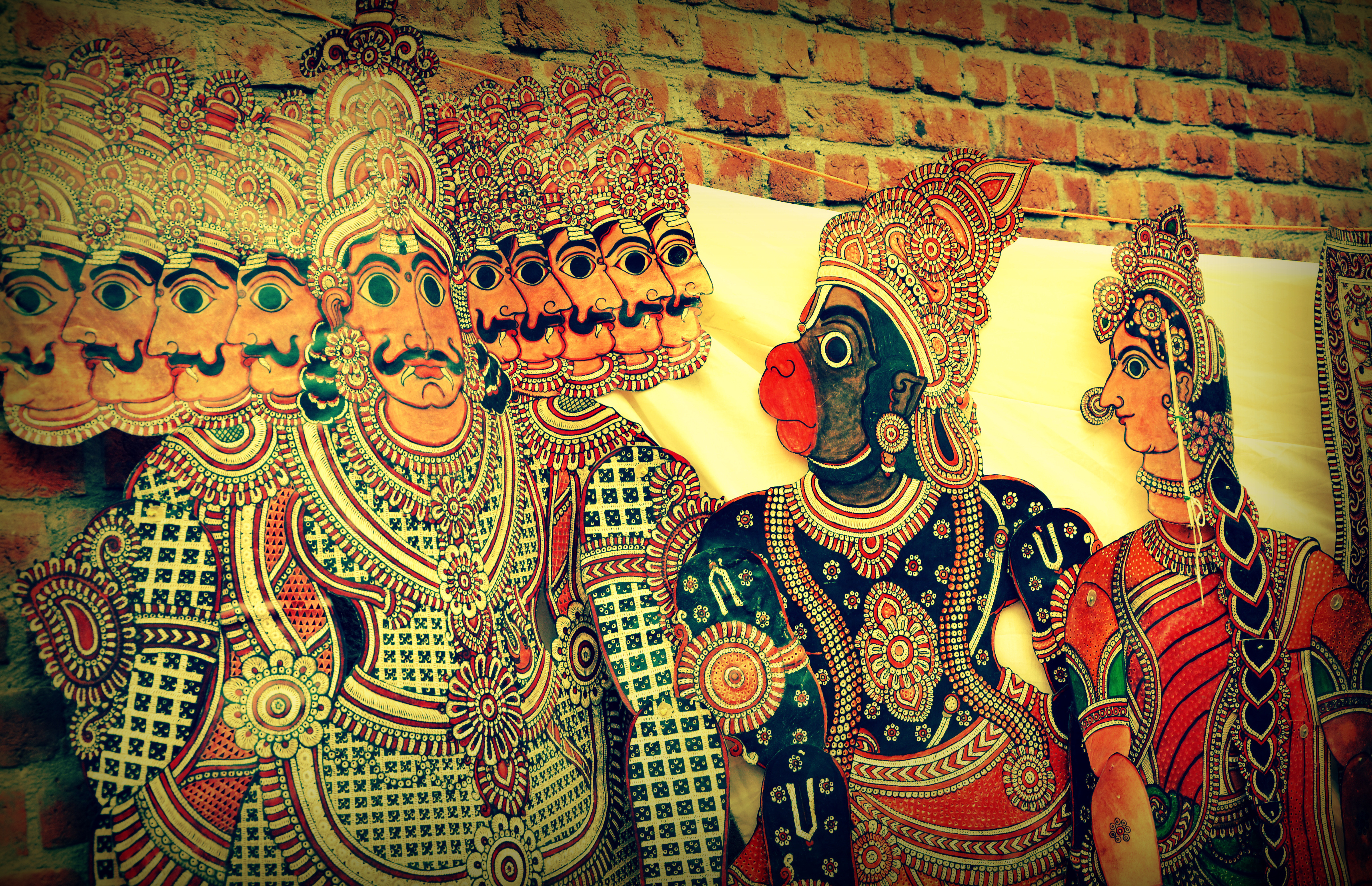
Le Tholu Bommalata est un théâtre d'ombre natif à la région. L'Andhra et la langue télougoue ont eus une influence culturelle majeure en Inde méridionale.
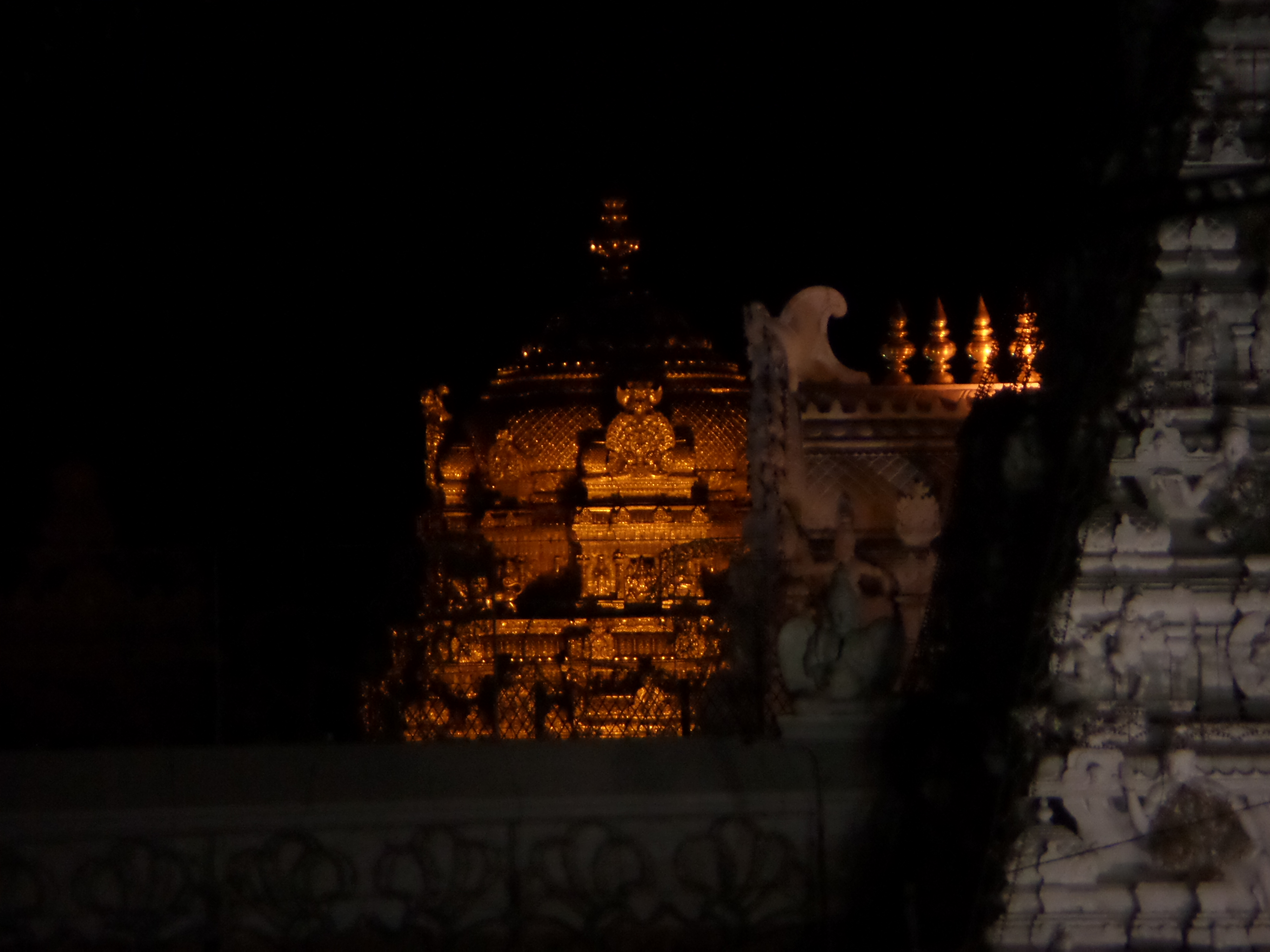
Vimana illuminé du Temple de Sri Venkateshwara Swamy (Vishnou), sur le mont Tirumala à Tirupati. Un grand lieu de pèlerinage en Inde.
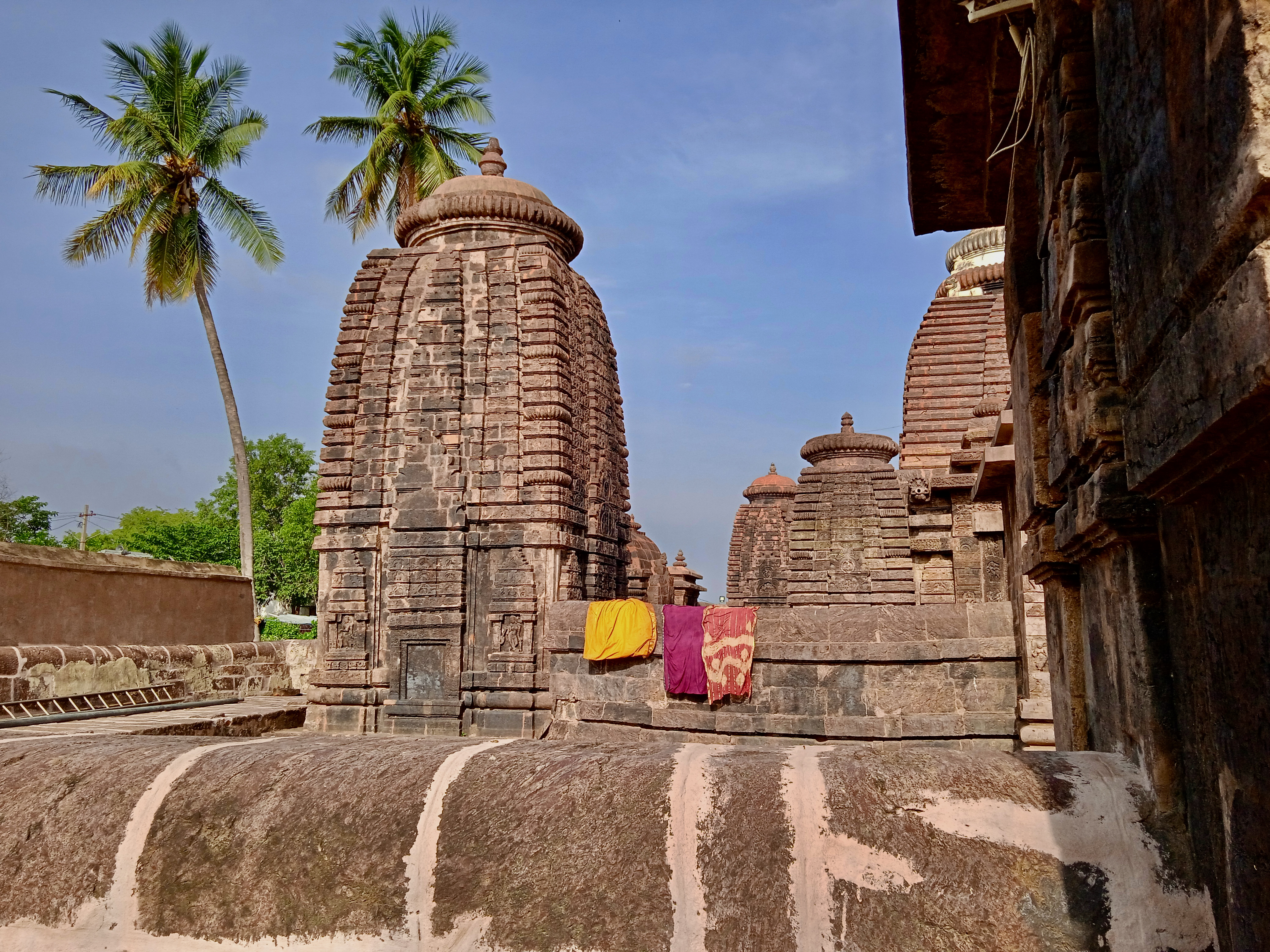
Le Temple de Srimukhalingesvara à Mukhalingam. De style typiquement kalingais, daté autour de 700 apr. J.-C.
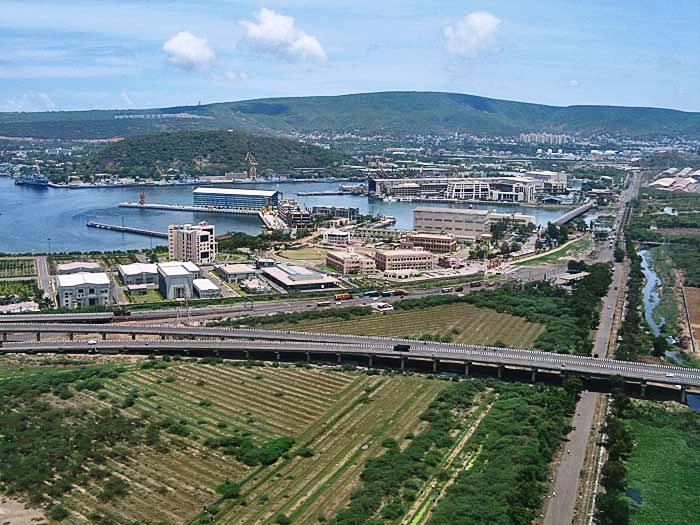
Port de Visakhapatnam, la plus grande ville de l'État. Une base navale de premier plan de la marine indienne y est située.
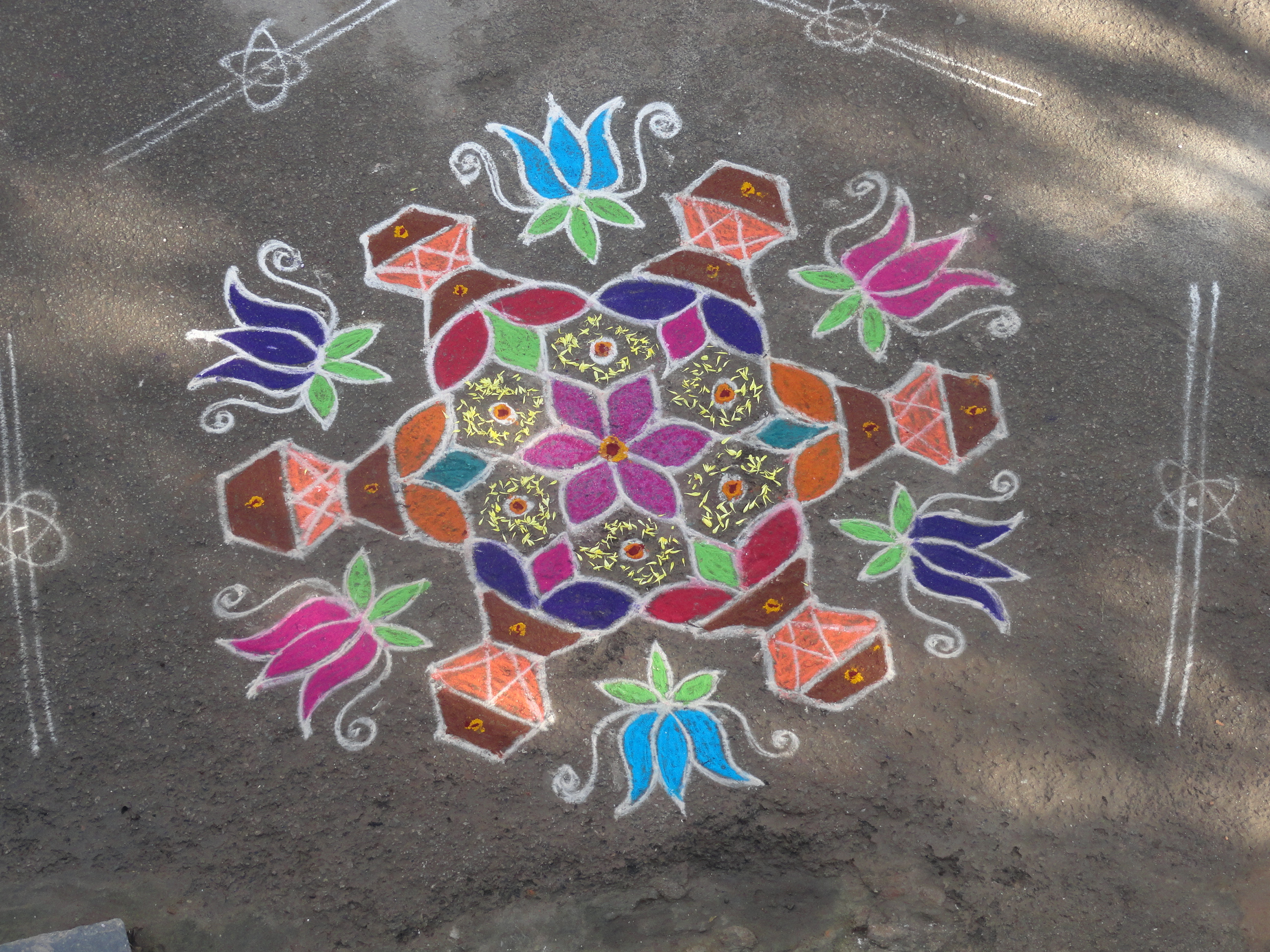
Makara Sankranti est une fête célébrée fastueusement en Andhra Pradesh, elle marque la fin de la mousson d'hiver et la reprise des activités agricoles.
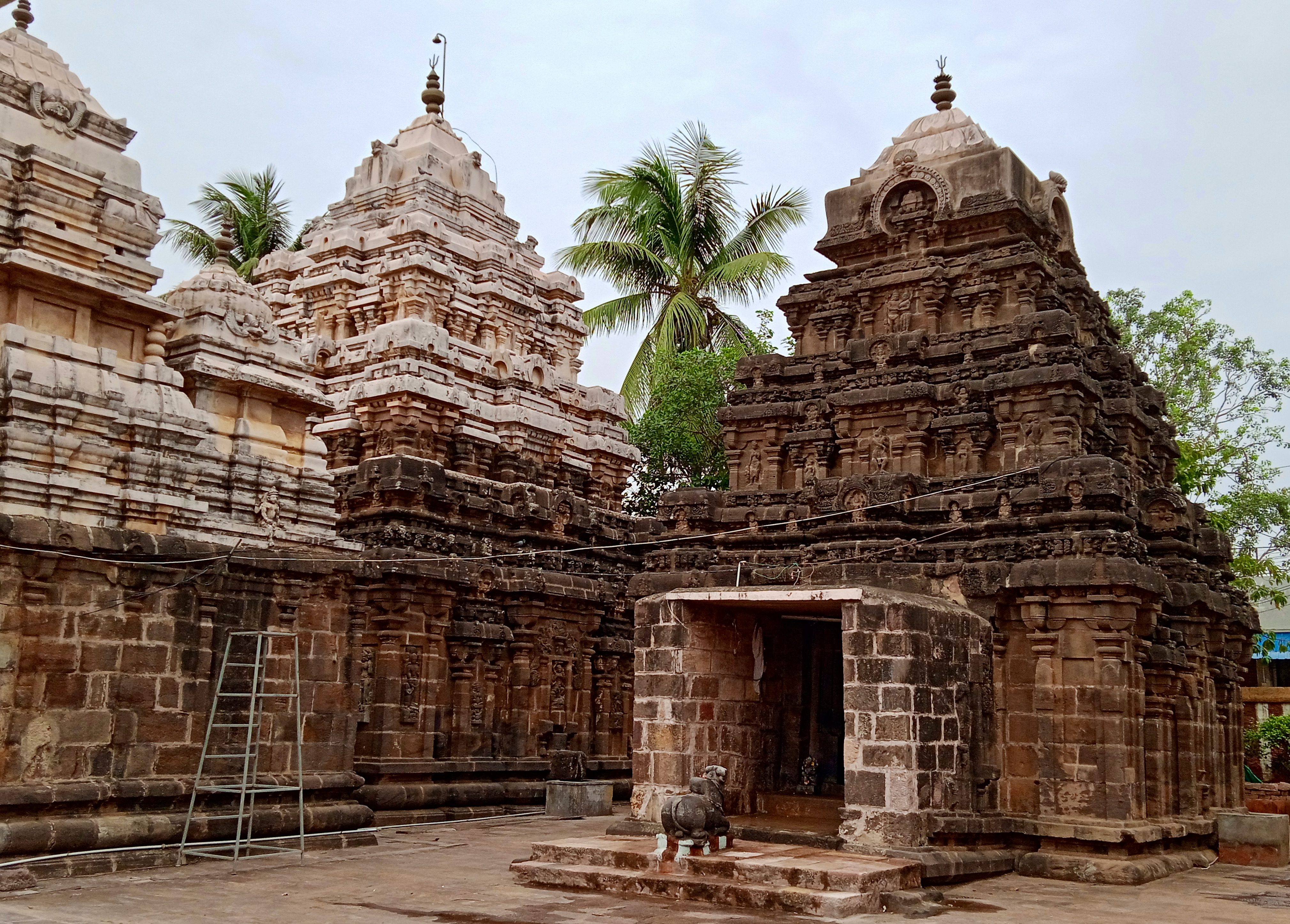
Le Temple de Golingesvara à Biccavolu, dans la région de Kakinada. Bâti au IXe siècle, son architecture est syncrétique des influences Chola, Kalinga et Chalukya.
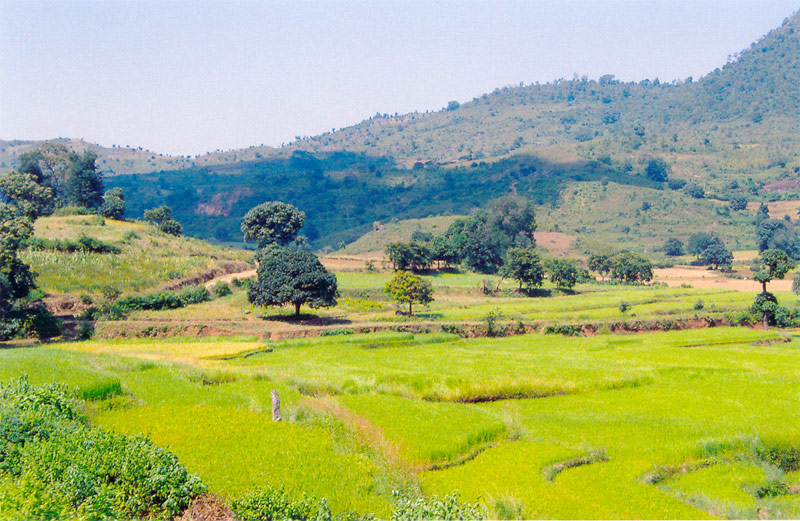
La Vallée d'Araku, située au nord-est de l'État dans les Ghats orientaux, est connue pour son climat frais et pour ses plantations de café.
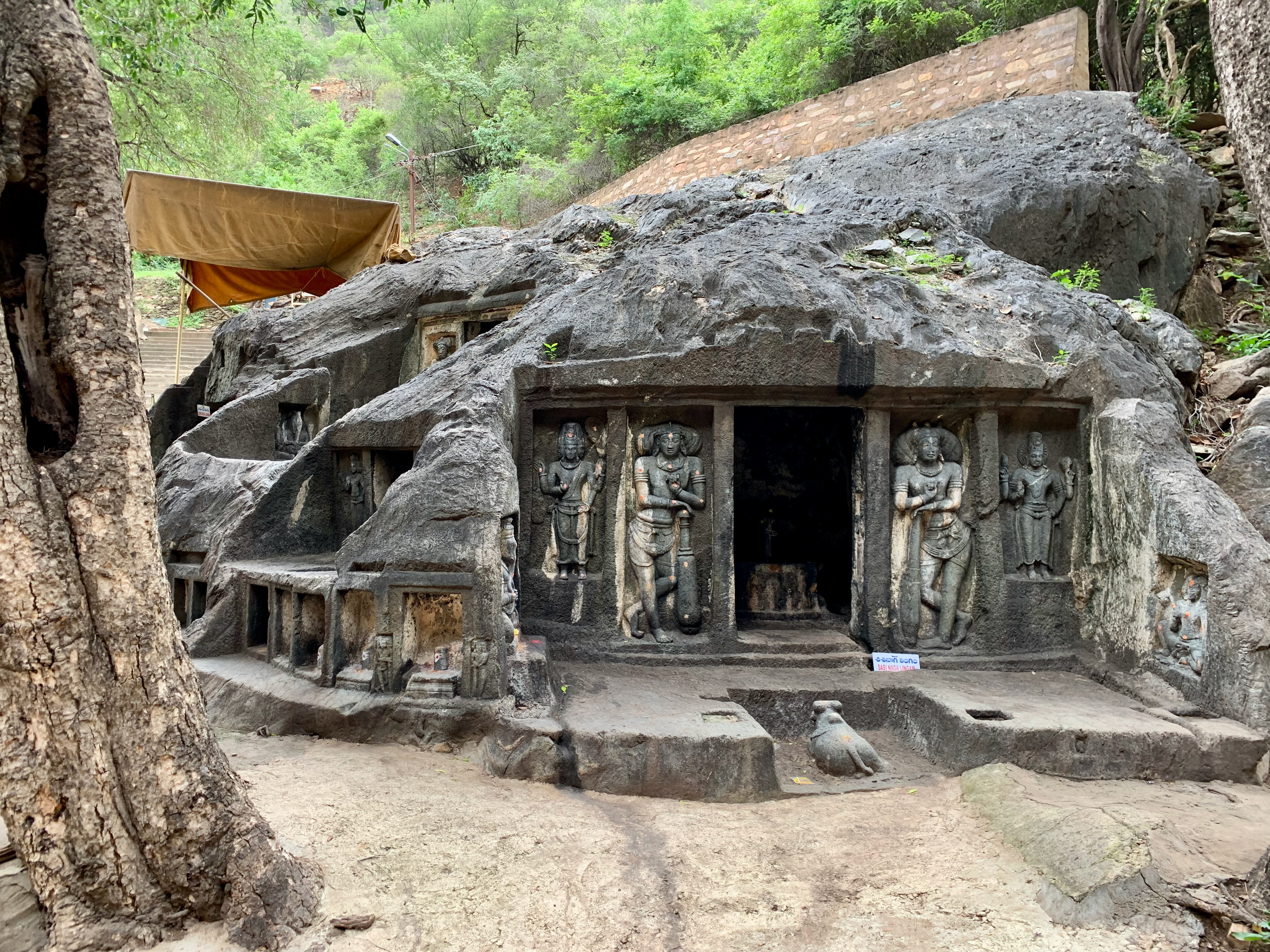
Les temples troglodytiques de Bhairavakona, dans le massif des Nallamala. Taillés entre le VIIe siècle et le VIIIe siècle.
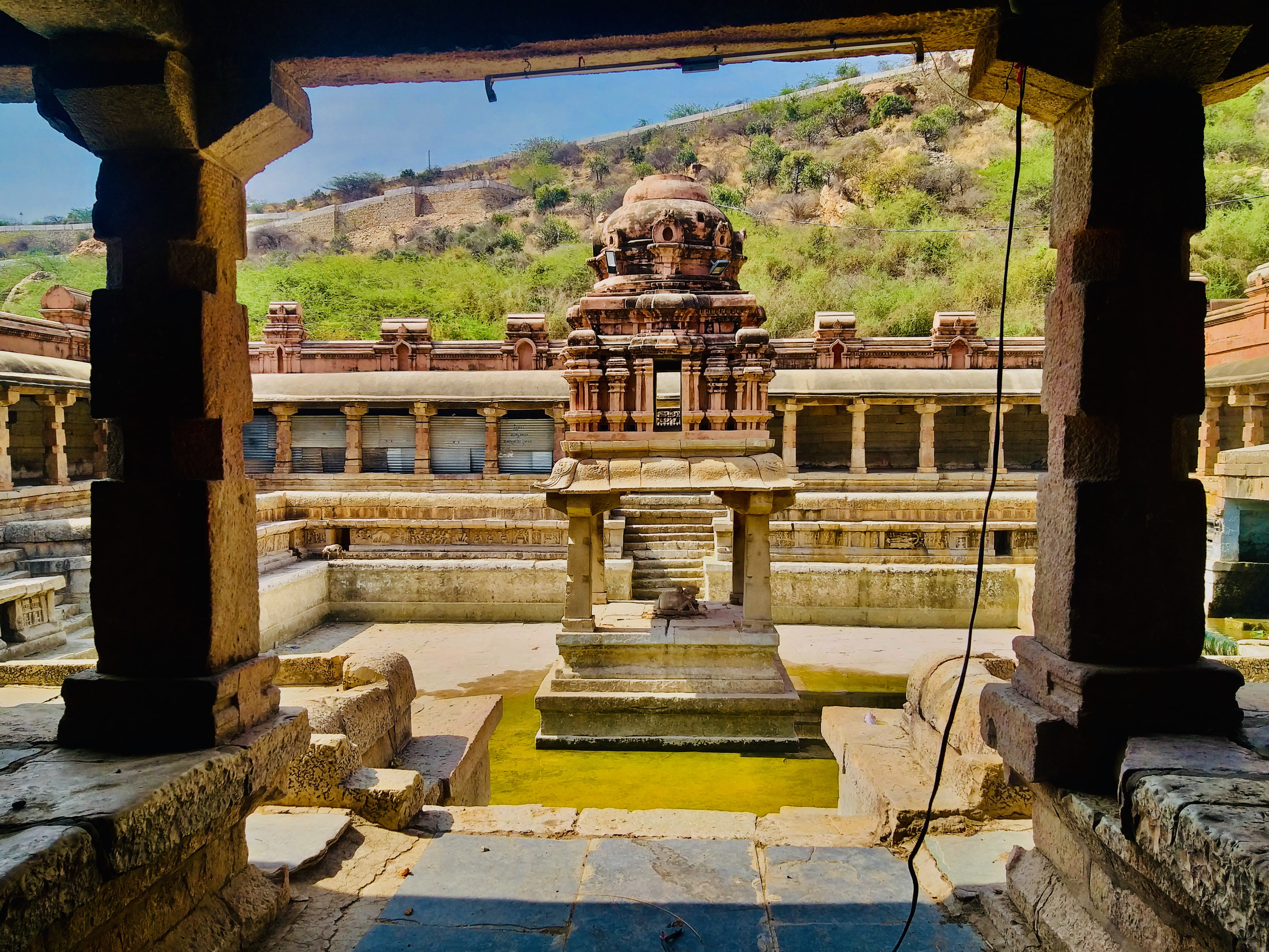
Pushkarini ou Bassin du Temple de Yaganti Umamahesvara (Shiva), construit au XVe siècle.
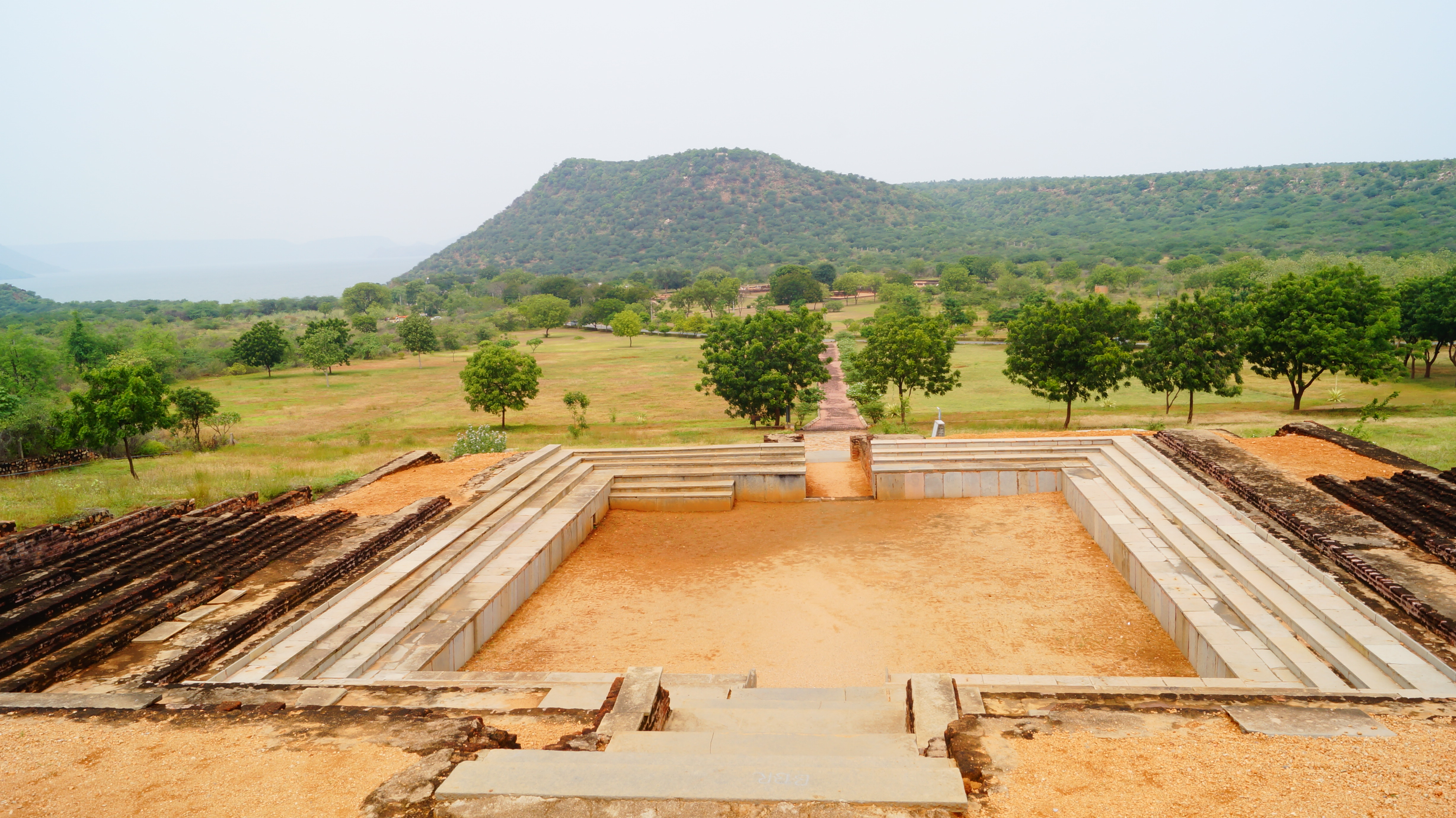
Vue en hauteur sur l'amphithéâtre de Nagarjunakonda, l'ancienne Vijayapuri, site archéologique de la capitale des Ikshvaku (IIIe siècle et IVe siècle).
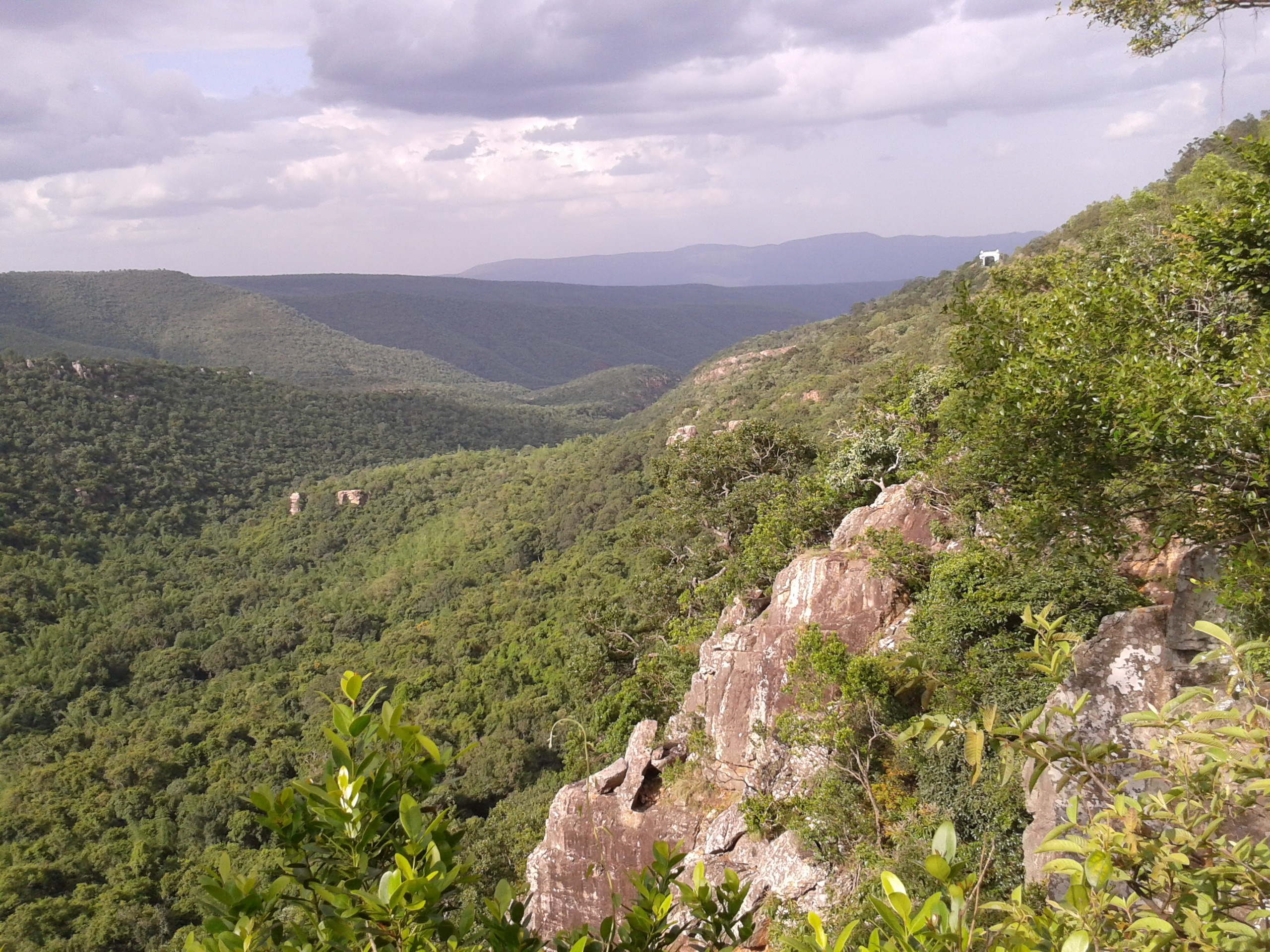
Vue sur le Parc national de Sri Venkateswara, dans le sud de l'état.
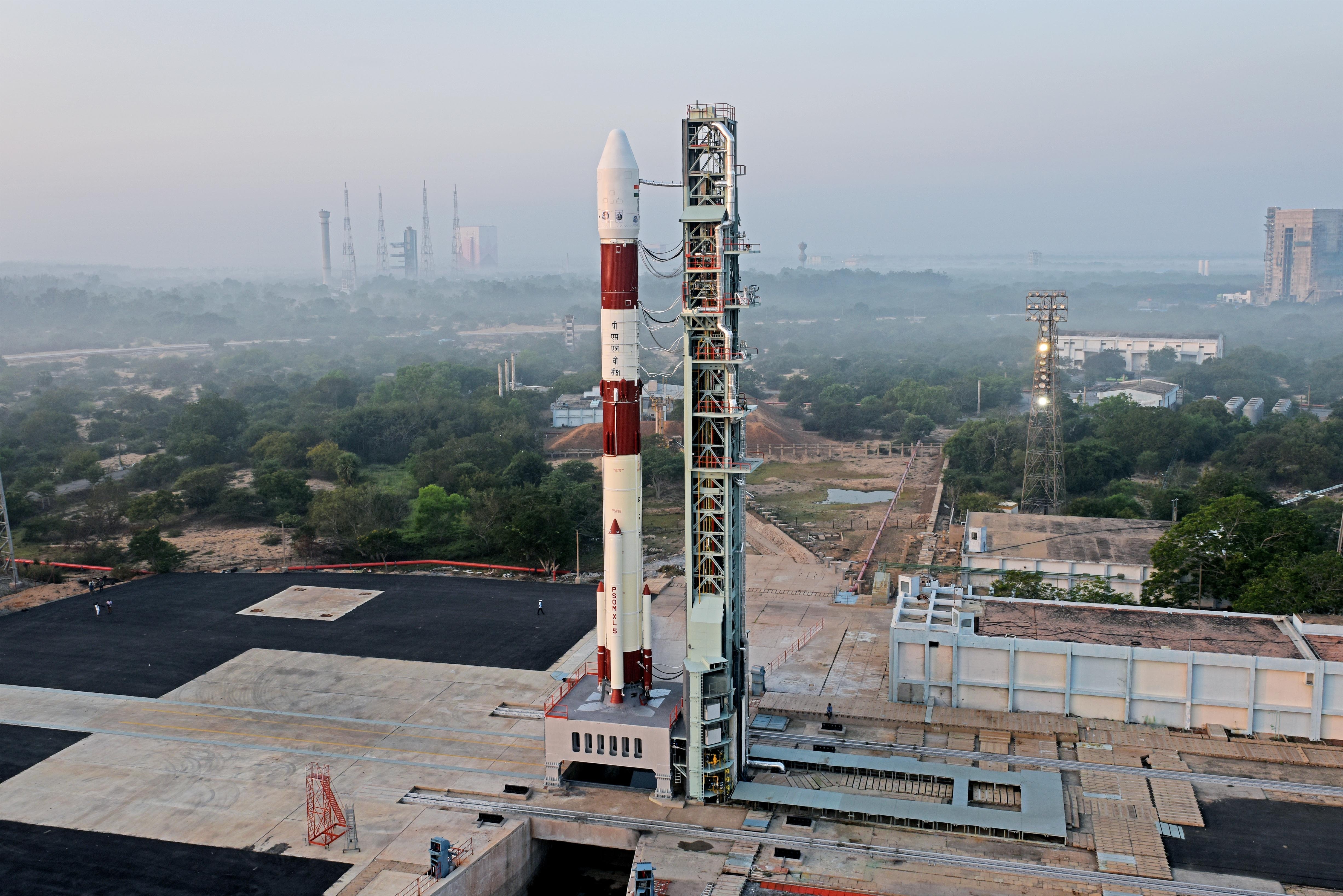
Une des rampes de lancement du Centre spatial Satish-Dhawan à Sriharikota.
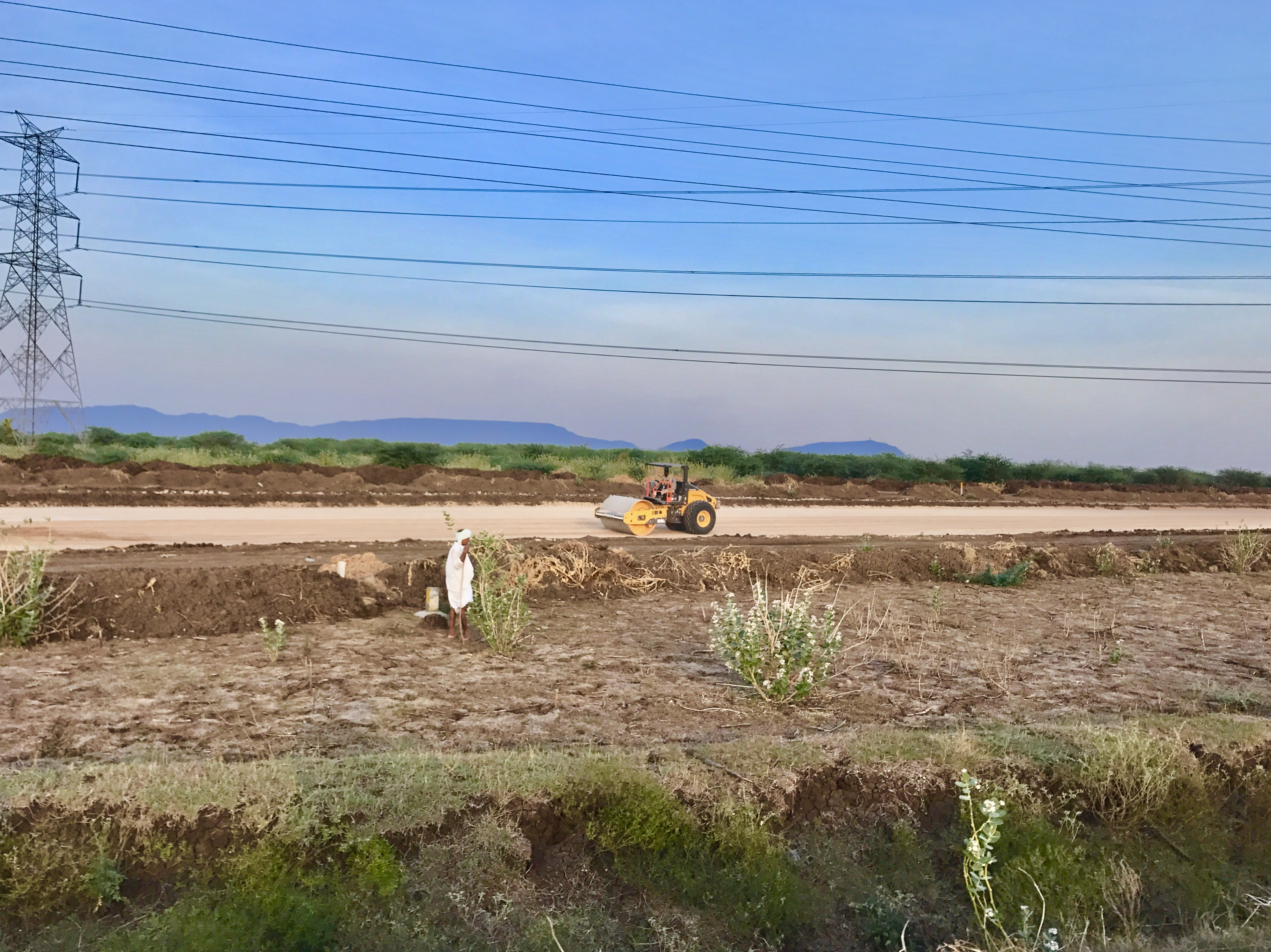
Amaravati, ville nouvelle et future capitale de l'Andhra Pradesh, en construction.